# Koeleria loweana
Koeleria loweana é uma espécie de planta com flor pertencente à família Poaceae. 
A autoridade científica da espécie é A. Quintanar, Catalán & Castrov., tendo sido publicada em Taxon 55(3): 668. 2006.

## Portugal
Trata-se de uma espécie presente no território português, nomeadamente no Arquipélago da Madeira.
Em termos de naturalidade é endémica da região atrás referida.

## Protecção
Não se encontra protegida por legislação portuguesa ou da Comunidade Europeia.